# 德恩巴赫河 (亨斯巴赫河支流)
49°57′22.78″N 9°10′39.98″E / 49.9563278°N 9.1777722°E

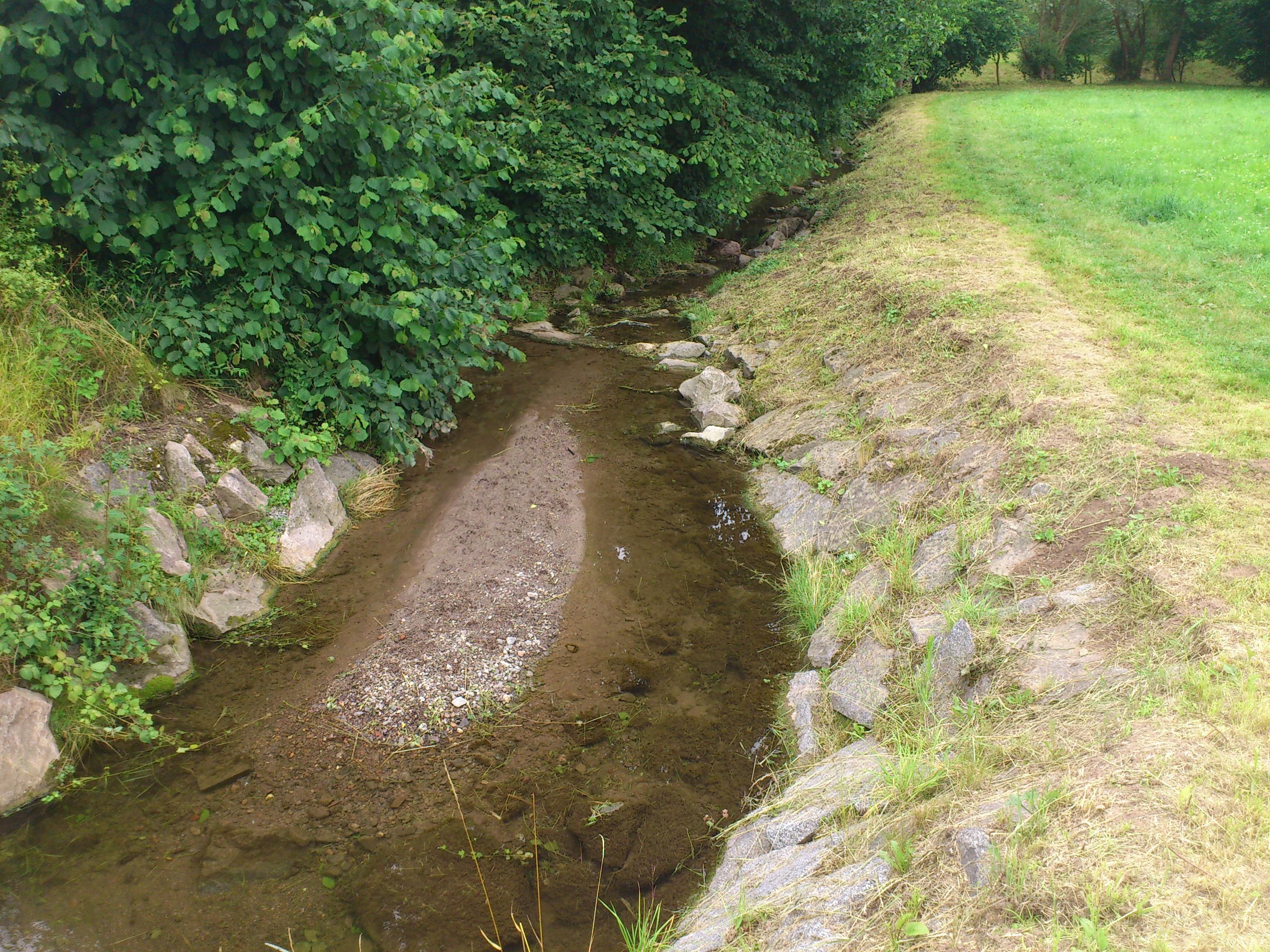

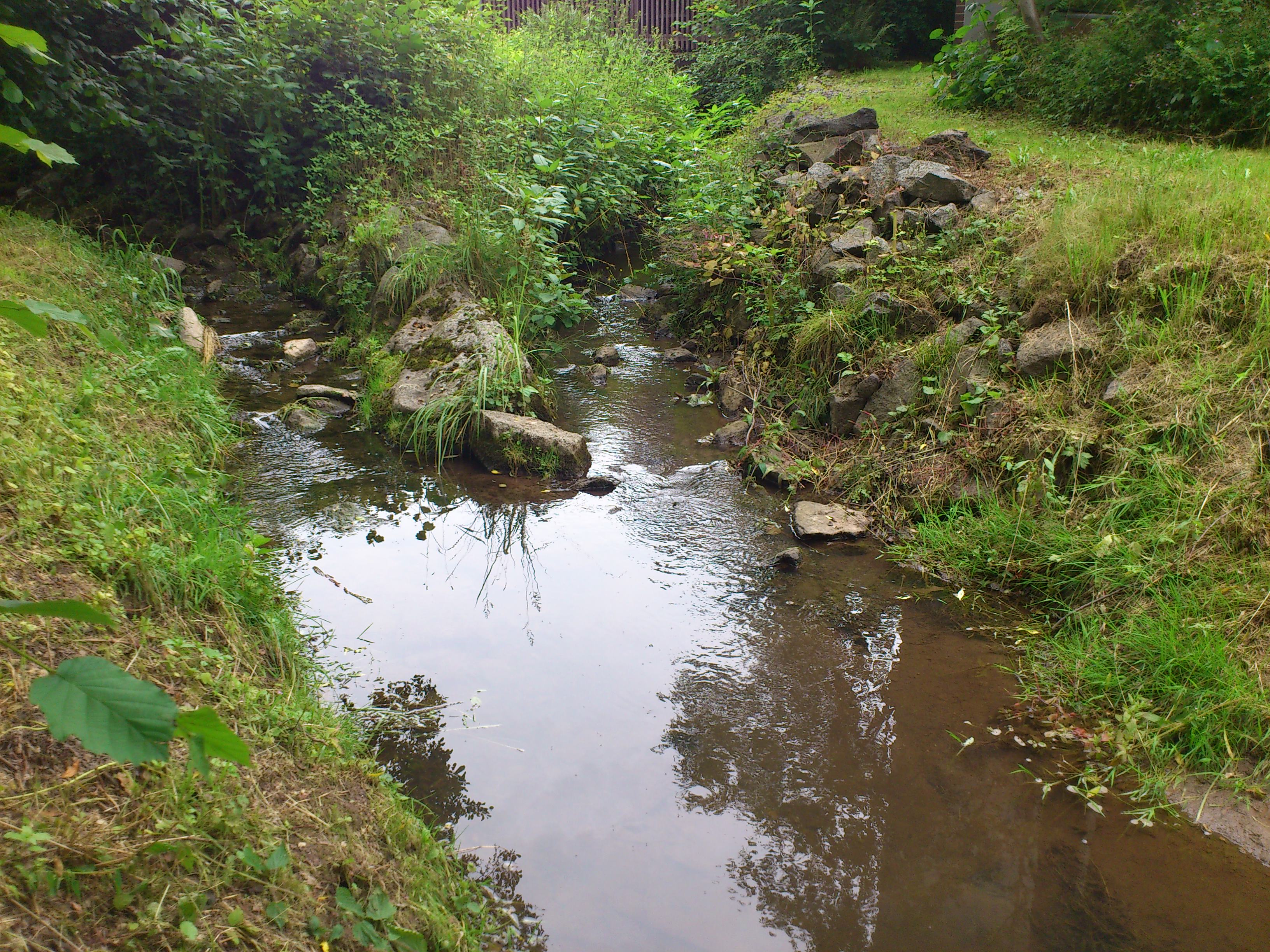

德恩巴赫河（德語：Dörnbach），是德國的河流，位於該國東南部，由巴伐利亞負責管轄，屬於亨斯巴赫河的右支流，河道全長1.9公里，流域面積1.5平方公里。